# Турска на Европском првенству у атлетици на отвореном 2014.
Турска је учествовало на Европском првенству у атлетици на отвореном 2014. одржаном у Цириху од 12. до 17. августа. То је било њено осамнаесто учешће на европским првенствима. Репрезентацију Турске представљало је 32 спортиста (19 мушкараца и 13 жена) који су се такмичили у 19 дисциплине (10 мушких и 9 женских).
На овом првенству Турска је делила 23. место по броју освојених медаља са 1 медаљом (бронза). Поред тога оборен је један национални рекорда, оборена су два лична рекорда, остварена је један национални и један најбољи лични резултат сезоне. У табели успешности према броју и пласману такмичара који су учествовали у финалним такмичењима (првих 8 такмичара) Турска је са 5 учесника у финалу заузело 23. место са 19 бодова.
| Пл. | Земља  | 1. место | 2. место | 3. место | 4. место | 5. место | 6. место | 7. место | 8. место | Бр. фин. | Бодови |
| --- | ------ | -------- | -------- | -------- | -------- | -------- | -------- | -------- | -------- | -------- | ------ |
| 23. | Турска | 1-8      | -        | 1-6      | 1-5      | -        | 1-3      | 3-6      | 2-2      | 9        | 30     |

## Учесници
| Мушкарци: - Рамил Гулијев — 100 м, 200 м, 4 х 100 м - Изет Сафер — 200 м, 4 х 100 м - Батухан Алтинташ — 400 м, 4 х 400 м - Јавуз Џан — 400 м, 4 х 400 м - Илхам Тануи Озбилен — 1.500 м - Али Каја — 5.000 м, 10.000 м - Mehmet Akkoyun — 10.000 м - Полат Кембоји Арикан — 10.000 м - Музафер Бајрам — Маратон - Фатиф Билгиџ — Маратон - Mehmet Caglayan — Маратон - Ерџан Муслу — Маратон - Хасан Пак — Маратон - Хакан Дувар — 3.000 м препреке - Тарик Лангат Акда — 3.000 м препреке - Umutcan Emektas — 4 х 100 м - Aykut Ay — 4 х 100 м - Халит Килич — 4 х 400 м - Фатих Аван — Бацање копља | Жене: - Нимет Каракуш — 400 м - Тугба Којунџу — 800 м, 4 х 400 м - Есма Ајдемир — 1.500 м - Гамзе Булут — 1.500 м, 5.000 м - Елван Абејлегасе — Маратон - Багар Доганc — Маратон - Нилај Есен — Маратон - Озлем Каја — 3.000 м препреке - Бирсен Енгин — 4 х 400 м - Мализ Редиф — 4 х 400 м - Мерјем Касап — 4 х 400 м - Бурџу Јуксел — Скок увис - Севим Синмез Сербест — Троскок |  |

## Освајачи медаља (1)

### Бронза (1)
- Али Каја — 10.000 м

## Резултати

### Мушкарци
| Атлетичар            | Дисциплина       | Лични рекорд | Квалификације                | Квалификације                | Полуфинале                   | Полуфинале                   | Финале                       | Финале                       | Детаљи |
| Атлетичар            | Дисциплина       | Лични рекорд | Резултат                     | Место                        | Резултат                     | Место                        | Резултат                     | Место                        | Детаљи |
| -------------------- | ---------------- | ------------ | ---------------------------- | ---------------------------- | ---------------------------- | ---------------------------- | ---------------------------- | ---------------------------- | ------ |
| Рамил Гулијев        | 100 м            | 10,08        | Дисквалификован по чл. 162.7 | Дисквалификован по чл. 162.7 | Дисквалификован по чл. 162.7 | Дисквалификован по чл. 162.7 | Дисквалификован по чл. 162.7 | Дисквалификован по чл. 162.7 |        |
| Рамил Гулијев        | 200 м            | 20,04        | 20,59 КВ                     | 2. у гр. 1                   | 20,38 кв, НР                 | 4. у гр. 1                   | 20,48                        | 6 / 31 (32)                  |        |
| Изет Сафер           | 200 м            | 20,86 НР     | 21,06                        | 5. у гр. 2                   | Нису се квалификовали        | Нису се квалификовали        | Нису се квалификовали        | 24 / 31 (32)                 |        |
| Батухан Алтинташ     | 400 м            | 46,72        | 47,35                        | 7. у гр. 3                   | Нису се квалификовали        | Нису се квалификовали        | Нису се квалификовали        | 37 / 40                      |        |
| Јавуз Џан            | 400 м            | 46,30        | 46,90                        | 5. у гр. 4                   | Нису се квалификовали        | Нису се квалификовали        | Нису се квалификовали        | 32 / 40                      |        |
| Илхам Тануи Озбилен  | 1.500 м          | 3:31,30 НР   | 3:40,09                      | 5. у гр. 2                   |                              |                              | Није се квалификовао         | 13 / 31 (32)                 |        |
| Али Каја             | 5.000 м          | 13:31,39     |                              |                              |                              |                              | 14:12,53                     | 9 / 16                       |        |
| Али Каја             | 10.000 м         | 28:17,82     | 28:08,11 ЛР                  |                              |                              |                              |                              |                              |        |
| Mehmet Akkoyun       | 10.000 м         | 28:45,10     | Није завршио трку            | Није завршио трку            |                              |                              |                              |                              |        |
| Полат Кембоји Арикан | 10.000 м         | 27:38,81     | 28:08,11 ЛРС                 | 4 / 24                       |                              |                              |                              |                              |        |
| Музафер Бајрам       | Маратон          |              | Није завршио трку            | Није завршио трку            |                              |                              |                              |                              |        |
| Фатих Билгиџ         | Маратон          | 2:20:47      | 2:19:49 ЛР                   | 26 / 50 (72)                 |                              |                              |                              |                              |        |
| Mehmet Caglayan      | Маратон          | 2:22:54      | 2:30:16                      | 49 / 50 (72)                 |                              |                              |                              |                              |        |
| Ерџан Муслу          | Маратон          | 2:24:11      | Нису завршили трку           | Нису завршили трку           |                              |                              |                              |                              |        |
| Хасан Пак            | Маратон          |              | Нису завршили трку           | Нису завршили трку           |                              |                              |                              |                              |        |
| Хакан Дувар          | 3.000 м препреке | 8:23,22      | 8:42,03                      | 8. у гр. 1                   |                              |                              | Није се квалификовао         | 18 / 27 (28)                 |        |
| Тарик Лангат Акда    | 3.000 м препреке | 8:08,59 НР   | 8:33,39 КВ                   | 4. у гр. 2                   | 8:33,13                      | 8 / 27 (28)                  |                              |                              |        |
| Umutcan Emektas      | 4 х 100 м        | 39,81 НР     | 39,83 НРС                    | 8. у гр. 1                   | Нису се квалификовали        | 14 / 15 (16)                 |                              |                              |        |
| Изет Сафер²          | 4 х 100 м        | 39,81 НР     | 39,83 НРС                    | 8. у гр. 1                   | Нису се квалификовали        | 14 / 15 (16)                 |                              |                              |        |
| Aykut Ay             | 4 х 100 м        | 39,81 НР     | 39,83 НРС                    | 8. у гр. 1                   | Нису се квалификовали        | 14 / 15 (16)                 |                              |                              |        |
| Рамил Гулијев²       | 4 х 100 м        | 39,81 НР     | 39,83 НРС                    | 8. у гр. 1                   | Нису се квалификовали        | 14 / 15 (16)                 |                              |                              |        |
| Батухан Алтинтас²    | 4 х 400 м        | 2:58,06 НР   | 3:07,68                      | 6. у гр. 2                   | Нису се квалификовали        | 12 / 15 (16)                 |                              |                              |        |
| Халит Килич          | 4 х 400 м        | 2:58,06 НР   | 3:07,68                      | 6. у гр. 2                   | Нису се квалификовали        | 12 / 15 (16)                 |                              |                              |        |
| Илхам Тануи Озбилен² | 4 х 400 м        | 2:58,06 НР   | 3:07,68                      | 6. у гр. 2                   | Нису се квалификовали        | 12 / 15 (16)                 |                              |                              |        |
| Јавуз Џан²           | 4 х 400 м        | 2:58,06 НР   | 3:07,68                      | 6. у гр. 2                   | Нису се квалификовали        | 12 / 15 (16)                 |                              |                              |        |
| Фатих Аван           | Бацање копља     | 85,60 НР     | 73,28                        | 11. у гр. А                  | Нису се квалификовали        | 25 / 30 (32)                 |                              |                              |        |

- Такмичари у штафети обележени бројем трчали су и у појединачним дисциплинама.

### Жене
| Атлетичарка          | Дисциплина       | Лични рекорд | Квалификације | Квалификације | Полуфинале            | Полуфинале            | Финале                | Финале       | Детаљи |
| Атлетичарка          | Дисциплина       | Лични рекорд | Резултат      | Место         | Резултат              | Место                 | Резултат              | Место        | Детаљи |
| -------------------- | ---------------- | ------------ | ------------- | ------------- | --------------------- | --------------------- | --------------------- | ------------ | ------ |
| Нимет Каракуш        | 200 м            | 24,68        | 25,31         | 7. у гр. 1    | Нису се квалификовале | Нису се квалификовале | Нису се квалификовале | 33 / 34 (35) |        |
| Тугба Којунџу        | 800 м            | 2:01,65      | 2:09,05       | 8. у гр. 4    | Нису се квалификовале | Нису се квалификовале | Нису се квалификовале | 28 / 29 (30) |        |
| Есма Ајдемир         | 1.500 м          | 4:09,06      | 4:16,90       | 8. у гр. 1    |                       |                       | Нису се квалификовале | 20 / 25      |        |
| Гамзе Булут          | 1.500 м          | 4:01,18      | 4:18,28       | 13. у гр. 1   | 24 / 25               |                       | Нису се квалификовале |              |        |
| Гамзе Булут          | 5.000 м          | 15:37,70     |               |               |                       |                       | 15:44,73              | 10 / 16 (17) |        |
| Елван Абејлегасе     | Маратон          | 2:29:30      | 2:29:46       | 5 / 48 (53)   |                       |                       |                       |              |        |
| Багар Доганc         | Маратон          | 2:34:53      | 2:47:11       | 45 / 50 (72)  |                       |                       |                       |              |        |
| Нилај Есен           | Маратон          | 2:41:26      | 2:42:05       | 31 / 48 (53)  |                       |                       |                       |              |        |
| Озлем Каја           | 3.000 м препреке | 9:38,32      | 9:56,49 кв    | 7. у гр. 1    |                       |                       | 10:06,68              | 14 / 21 (22) |        |
| Бирсен Енгин         | 4 х 400 м        | 3:29,40 НР   | 3:48,10       | 8. у гр. 1    | Нису се квалификовале | 16 / 16               |                       |              |        |
| Тугба Којунџу²       | 4 х 400 м        | 3:29,40 НР   | 3:48,10       | 8. у гр. 1    | Нису се квалификовале | 16 / 16               |                       |              |        |
| Мализ Редиф          | 4 х 400 м        | 3:29,40 НР   | 3:48,10       | 8. у гр. 1    | Нису се квалификовале | 16 / 16               |                       |              |        |
| Мерјем Касап         | 4 х 400 м        | 3:29,40 НР   | 3:48,10       | 8. у гр. 1    | Нису се квалификовале | 16 / 16               |                       |              |        |
| Бурџу Јуксел         | Скок увис        | 1,94 НР      | 1,75          | 12. у гр. А   | Нису се квалификовале | 22 / 22 (23)          |                       |              |        |
| Севим Синмез Сербест | Троскок          | 13,95 НР     | 12,38         | 12. у гр. А   | Нису се квалификовале | 22 / 22 (23)          |                       |              |        |

- Такмичарке у штафети означене бројем учествовале су и у појединачним дисциплинама.